# Collegium Germanicum
41°54′18″ пн. ш. 12°29′30″ сх. д. / 41.904982° пн. ш. 12.491535° сх. д.
Collegium Germanicum (укр. Германський колегіум) — папська семінарія у Римі, заснована у 1552 року й у 1580 об'єднана з Collegium Hungaricum, сформувавши Pontificium Collegium Germanicum et Hungaricum de Urbe (Германський та Угорський Колегіум Рима) (скорочено Collegium Germanicum et Hungaricum або Collegium Germanicum).

## Історія
Collegium Germanicum було створено 31 серпня 1552 року буллою папи Юлія III Dum sollicita. У його заснуванні активну участь брали кардинал Джованні Мороне та Ігнатій Лойола. Офіційно Колегіум відкрив свої двері 28 жовтня того ж року; керівництво ним було доручене досвідченому політику та історику єзуїту Педро де Рібаденейра. У 1580 році об'єднаний зі створеною папою Григорієм XIII у 1578 році семінарією Collegium Hungaricum, після чого отримав назву Collegium Germanicum et Hungaricum.
Метою заснування Колегіуму була підготовка священиків спеціалістів-контрреформаторів, що зумовило теологічну спрямованість закладу та високий рівень викладання відповідних дисциплін. Вважався міжнародним оплотом католицтва і однією з найбільших фортець єзуїтської думки у столиці католиків.
Архітектор-єзуїт Бенедетто Моллі у 1631-33 роках керував будівництвом приміщення закладу.